# Fäbodåkern
Fäbodåkern är en by, sedan 2015 klassad som en småort, i Umeå stadsdistrikt i Umeå kommun, Västerbottens län (Västerbotten). Byn ligger vid Länsväg 364 och Fällforsån, ca 11 kilometer norrut från centrala Umeå.